# Anna Maria Wells
Anna Maria Wells (ur. ok. 1794, zm. 1868) – amerykańska prozaiczka i poetka, znana jako wczesna autorka książek dla dzieci. Urodziła się jako Anna Maria Foster w Gloucester w stanie Massachusetts. Była córką Benjamina Fostera i Mary Ingersoll Foster. Jej ojciec zmarł, kiedy była dzieckiem. Matka powtórnie wyszła za mąż za Josepha Locke’a, ojca poetki Frances Sargent Osgood. Anna Maria wraz z rodziną przeprowadziła się do Bostonu, gdzie pobierała nauki. W 1829 poślubiła Thomasa Wellsa, pomniejszego poetę. Miała z nim czworo dzieci. W 1831 wydała tomik Poems and Juvenile Sketches.